# Liste der Monuments historiques in Le Minihic-sur-Rance
Die Liste der Monuments historiques in Le Minihic-sur-Rance führt die Monuments historiques in der französischen Gemeinde Le Minihic-sur-Rance auf.

## Liste der Bauwerke
| Bezeichnung                | Beschreibung | Standort                        | Kennzeichnung | Schutzstatus | Datum | Bild |
| -------------------------- | ------------ | ------------------------------- | ------------- | ------------ | ----- | ---- |
| Kapelle Ste-Anne           |              | (Lage)                          | PA00090632    | Inscrit      | 1982  |      |
| Manoir du Houx mit Kapelle | Herrenhaus   | Rue du Général de Gaulle (Lage) | PA00090633    | Inscrit      | 1985  |      |
| Cale sèche de la Landriais |              | (Lage)                          | PA35000001    | Inscrit      | 1996  |      |

## Liste der Objekte
- Monuments historiques (Objekte) in Le Minihic-sur-Rance in der Base Palissy des französischen Kultusministeriums